# ブライアン・コックス (物理学者)
ブライアン・エドワード・コックス（英: Brian Edward Cox, OBE FRS、1968年3月3日 - ）は、イギリスの物理学者、マンチェスター大学物理・天文学科の素粒子物理学上級フェロー（英: Advanced Fellow）。「ワンダーズ」シリーズ（英: The Wonders of... series）をはじめとした科学番組のプレゼンターや、『なぜE＝mc²なのか?』、『クオンタムユニバース 量子:すべては近似にすぎないのか?』 (The Quantum Universe) などの通俗科学著作で有名である。
コックスは、BBCの科学番組を担当していたデイビッド・アッテンボローやパトリック・ムーアの後継者としてふさわしいと評されている。このような学術的キャリアを始める前には、D:Ream・Dareといったバンドでキーボード奏者として活動していた。

## 経歴

### 幼少期と教育
コックスは王立オールダム病院で生まれ、1971年からオールダム・チャダートンに居住していた。コックスの両親はヨークシャー銀行の同じ支店で働いており、母は出納係、父は中間管理職だった 。コックス自身はオールダムで過ごした幼少期について、ダンスや体操、航空機観察、バス観察を行い、楽しいものだったと回想している。1979年から1986年には、オールダムにある私立のヒューム・グラマー・スクールに通った。彼は多くのインタビューや、自身の番組『神秘の大宇宙』で 、12歳の時にカール・セーガンの本『COSMOS』を読んだことが物理学者を目指す大きなきっかけだったと語っている。コックスはテレビ番組『ジョナサン・ロス・ショー』で、「Dを取ってしまって…本当に成績がよくなくてね…勉強が必要なんだって分かったよ」と述べ、Aレベルの数学ではひどい成績を取ったと認めている。この結果について、本人は、興味が持てなかったことと、未熟なバンド活動に参加していたことが理由だろうとしている。
コックスは学士（理学）を優等学位の1つ・ファーストクラス (first-class)  (en) で獲得し、物理学修士（英: MPhil in Physics）を獲得した。D:Ream が解散した1997年には、高エネルギー状態での素粒子物理学に関する論文で、マンチェスター大学にてPh.Dを取っている。彼の博士論文 "Double Diffraction Dissociation at Large Momentum Transfer" では、ロビン・マーシャル（英: Robin Marshall）が指導教官を務め、彼がHERA（独: Hadron Elektron Ring Anlage (HERA) ）の粒子検出器・H1を用いて行った研究から引用を行っている。HERAは、ドイツ・ハンブルクにあるドイツ電子シンクロトロンの加速器である。

### 音楽
1980年代、コックスはロックバンド・Dareでキーボード奏者を務めていた。またマンチェスター大学で物理学を学び、バンド・D:Reamに参加した。D:Reamは全英シングルチャートに食い込むヒットを複数出しており、"Things Can Only Get Better" (en) はチャート1位になったほか、後に労働党によるブレア・ブラウン両政権下での New Labour (en) キャンペーンで、選挙向けポップソングとして使われた。

### 私生活
2003年に、コックスはアメリカ出身のサイエンス・プレゼンター、ジア・ミリノヴィッチとミネソタ州ダルースで結婚した。2人の最初の息子は2009年5月26日に生まれた。息子ジョージのミドルネームは、アポロ11号の月着陸船にあやかって「イーグル」とされた（英: George Eagle）。ミリノヴィッチには以前の結婚で儲けた息子・モキ（英: Moki）もいる。家族は現在ロンドン・バタシーで暮らしている。
コックスは無神論者であり、2009年にはチャリティ本 "The Atheist's Guide to Christmas" (en) （意味：無神論者のクリスマス向けガイド）に協力している。またヒューマニストでもあり、英国ヒューマニスト協会 (British Humanist Association) の「著名な支援者」でもある。
オールダム・アスレティックAFCのファンであり、クラブの年間チケットを保有している。

## 経歴

### 研究
コックスは素粒子物理学・天文学研究評議会 (PPARC) の上級フェロー（英: advanced fellow）であり、マンチェスター大学の高エネルギー物理学グループのメンバーである。また、スイス・ジュネーヴ近くにある欧州原子核研究機構 (CERN) では、大型ハドロン衝突型加速器のATLAS検出器での研究に携わっている。ATLAS検出器やコンパクト・ミューオン・ソレノイド (CMS)実験のアップグレードを目的とした国際コラボレーション企画では、FP420実験の研究開発プロジェクトに参加している。これは、より小型の粒子検出器を、主要実験の相互作用が起きるポイントから420メートル離れた場所に追加し、実験のアップグレードを試みたものである。
コックスはジェフ・フォーショーとの共著である『なぜE＝mc²なのか?』や、『クオンタムユニバース 量子:すべては近似にすぎないのか？』 (The Quantum Universe) などをはじめ、いくつかの一般向け物理書を執筆している。

### ラジオやテレビで

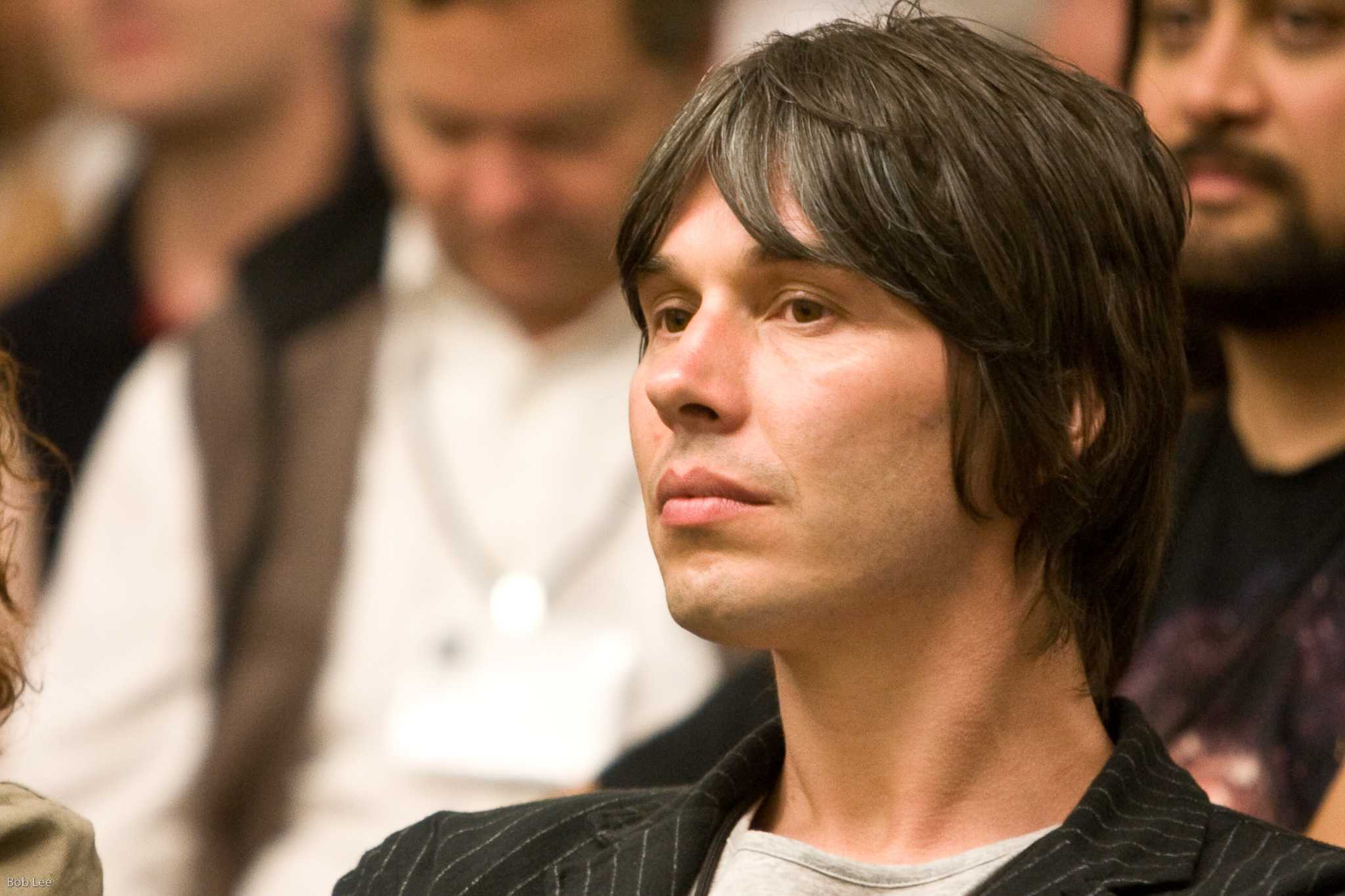
2008年の『サイエンス・フー・キャンプ』でのコックス

コックスはBBCのラジオ・テレビで放送される科学番組に多数出演している。例えばラジオ番組 "In Einstein's Shadow"、『ホライゾン』シリーズに出演したほか、"Bitesize"" (en) の改訂版番組ではナレーターを担当している。2010年初頭に放送された、BBC Twoの5部作テレビシリーズ "Wonders of the Solar System" (en) や、2011年3月6日に放送が開始された、4部作の続編シリーズ『神秘の大宇宙』では、司会者を務めた。新シリーズ『ワンダー・オブ・ライフ 〜生命の方程式〜』は、2012年6月に撮影が完了し、コックスは番組について「物理学者が生命や自然の歴史に興奮する[番組になる]」と述べている。
"Space Hoppers" では共同司会を務めたほか、CBBCの番組 "Dani's House" (en) にも出演している。
コックスはBBCで放送された3部作のシリーズ "Science Britannica" にも登場し、英国の科学者による過去350年以上の貢献や、英国の科学と市民の理解について追求する彼の姿を見ることができる。
BBC Twoでは、2011年1月に生放送された3日間の天文学シリーズ "Stargazing Live" (en) に出演し、物理学者からコメディアンに転身したダラ・オブリエンと司会を務めたほか、トーク・ショーのホストジョナサン・ロスとも共演した。番組は英国各地で開かれたイベントともタイアップしていた。第2・第3シリーズでは様々なゲストを迎え、それぞれ2012年1月・2013年1月に放送された。
2009年11月からは、BBC Radio 4の「コメディ科学雑誌番組」（英: "comedy science magazine programme"）、"The Infinite Monkey Cage" (en) で、コメディアンのロビン・インスと共演している。この番組のゲストには、コメディアンのティム・ミンチン、アレクセイ・セイル、ダラ・オブリエンのほかに、BBCの番組 "The Incredible Human Journey" (en) に出演したアリス・ロバーツ博士などの科学者も含まれた。コックスは、インスの別番組 "Nine Lessons and Carols for Godless People" (en) にも出演した。さらにBBC Radio 6 Musicの朝の番組にレギュラー出演し、毎週1回ショーン・キーヴェニーと共演している。2009年7月24日に放送された、ロバート・ルウェリンのポッドキャストシリーズ "Carpool" (en) にも出演している。
コックスはTEDにも多数出演しており、自身の研究してきた大型ハドロン衝突型加速器 (LHC) や素粒子物理学についてスピーチを行っている。2009年には雑誌『ピープル』に登場し、「1番セクシーな男性」に選ばれた。2010年にはシンフォニー・オブ・サイエンスによる "The Case for Mars" に登場している。同年11月には、コヴェント・ガーデンにあるApple Storeに販促のため現れ、テレビでの新シリーズに合わせた電子書籍発売について話したり、観客の質問に答えたりした。
コックスは2010年の王立テレビ協会によるハウ・ウェルドン記念講義（英: Huw Wheldon Memorial Lecture）に登場して "Science, a Challenge to TV Orthodoxy" と銘打った講義を行い、科学に関するメディアの取材がどれほど踏み込むかや、科学に関するニュースについて、問題点を挙げた。この講義の様子はBBC Twoで放送された。2010年3月4日には、"Frankenstein's Science" に出演し、メアリー・シェリーが『フランケンシュタイン』で探求した、無生物に生を与えたいという人類の欲望や、19世紀と現代の両方で、この欲望が実現可能か、伝記作家のリチャード・ホームズと対談している。
2011年3月6日には、パトリック・ムーアの番組 "The Sky at Night" (en) の記念すべき第700回に登場した。コックスは長年この番組のファンで、この番組が物理学者になろうとアシストしてくれたと話した。4日後の3月10日には、9回目のダグラス・アダムズ記念講義登場を果たした。
コックスは2007年のSF映画『サンシャイン 2057』で、科学アドバイザーを務めている。この作品のDVD化に当たっては、映画中の描写について科学的正確性・不正確性を述べたオーディオコメンタリーを収録している。ディスカバリーチャンネルのスペシャル番組 "Megaworld: Switzerland" にも出演した。2013年には『ワンダー・オブ・ライフ』の新シリーズが放送された。
2013年11月14日には、BBC Twoで放送された『ドクター・フー』50周年記念番組 "The Science of Doctor Who" (en) に出演し、タイムトラベルの謎について迫った。この講義は、王立研究所のファラデー講堂（英: The Royal Institution Faraday Lecture Theatre）で行われた。2013年11月にBBCは、コックスがBBC Twoの番組 "Human Universe" (en) の司会を務めることを発表した。

## 受賞・栄典
コックスは、科学の周知に貢献したとして多数の賞を獲得している。2002年にはエクスプローラーズ・クラブのインターナショナル・フェローに選ばれたほか、2006年には、彼の業績に対してイギリス科学協会のケルヴィン卿賞（英: Lord Kelvin Award）が贈られた（初代ケルヴィン男爵ウィリアム・トムソンに因んで名付けられた賞）。
2006年には、王立協会の大学研究フェローシップにも選ばれている（キャリアの浅い研究者に研究フェローシップを与える計画）。彼は講演も頻繁に行っているが、2006年にオーストラリアで行われたサイエンス・フェスティバルでは基調講演 (en) を務めた。2010年には英国物理学会から、大衆に物理学の魅力や興奮を伝えたとして、ケルヴィン賞を授与されている。なお、この賞には先述のケルヴィン卿賞と同じ初代ケルヴィン男爵の名が冠されているが、これはまた別の賞である。コックスは2010年のエリザベス2世の誕生日叙勲 (en) に当たり、科学分野での貢献に対し大英帝国勲章のオフィサー (OBE) を叙勲されている。
2011年3月15日、コックスは王立テレビ協会から、シリーズ『神秘の大宇宙』に対して最優秀司会者賞・最優秀科学・自然史番組賞を授与された。3月27日には、ブロードキャスティング・プレス・ギルドによる賞、BPGテレビ・ラジオ・アワード（英: BPG TV & Radio awards）で、"Best TV Performer in a Non-acting Role"（意味：演技でない役での最優秀テレビパフォーマー賞）を獲得した。また、 "Wonders of the Solar System" (en) で、の最優秀ドキュメンタリー・シリーズ賞も獲得している。
2012年7月には、パトリック・スチュワートが学長を務めるハダースフィールド大学から名誉博士号を贈られた。同じ年の後半には、英国物理学会・会長賞を贈られ、授賞式の後には科学分野での教育の価値や、次の世代の科学者へもっと投資する必要性などを講演した。
2012年10月5日には、「教育・文化面での多大な貢献」に対し、オープン大学から名誉博士号を贈られた。同じ年には、王立協会から「科学を広めた優れた業績に対して」、マイケル・ファラデー賞が授与された。2016年には同じく王立協会のフェロー (FRS) に選ばれている (en) 。

## フィルモグラフィ

### テレビ
| 年        | 作品名                                                               | 役名                | 備考 |
| --------- | -------------------------------------------------------------------- | ------------------- | --- |
| 2005–09   | ホライゾン Horizon                                                   | 本人役 プレゼンター | エピソード： - Einstein's Equation of Life and Death (2005) - Einstein's Unfinished Symphony (2005) - The Six Billion Dollar Experiment (2007) - What on Earth is Wrong with Gravity (2008) - Do You Know What Time It Is (2008) - Can we Make a Star on Earth (2009) |
| 2008      | The Big Bang Machine                                                 | プレゼンター        | |
| 2010      | "Wonders of the Solar System" (en)                                   | プレゼンター        | |
| 2010      | Dani's House (en)                                                    | 本人役              | |
| 2010      | Would I Lie to You? (en)                                             | パネリスト          | |
| 2011–12   | QI QI (Quite Interesting)                                            | パネリスト          | Episodes: - シリーズI エピソード7 "Incomprehensible" (en) （2011年10月21日放送） - シリーズJ エピソード12 "Justice" (en) （2012年12月7日放送） |
| 2011–現在 | Stargazing Live (en)                                                 | 共同司会者          | 全6シリーズに出演 |
| 2011      | 神秘の大宇宙 Wonders of the Universe                                 | プレゼンター        | 日本ではBS朝日の「BBC地球伝説」枠で放送 |
| 2011      | A Night With The Stars                                               | プレゼンター        | |
| 2011      | The One Show (en)                                                    | ゲスト出演          | |
| 2011      | The Sky at Night (en)                                                | 700回放送記念ゲスト | |
| 2011      | グレアム・ノートン・ショー The Graham Norton Show                    | ゲスト出演          | シリーズ8・エピソード16 (en) |
| 2011      | The Horizon Guide: Moon                                              | プレゼンター        | |
| 2012      | ジョナサン・ロス・ショー The Jonathan Ross Show                      | ゲスト出演          | |
| 2012      | ドクター・フー Doctor Who                                            | 本人役              | シリーズ7、エピソード番号229 エピソード：「キューブのパワー」 |
| 2013      | ワンダー・オブ・ライフ 〜生命の方程式〜 Wonders of Life              | プレゼンター        | 日本ではアニマル・プラネットで放送 |
| 2013      | Science Britannica                                                   | プレゼンター        | 2013年9月、放送はBBC Two |
| 2013      | コナン Conan                                                         | ゲスト出演          | エピソード437] (en) |
| 2013      | The Science of Doctor Who (en)                                       | プレゼンター        | BBC Twoで放送 |
| 2013      | In Search of Science                                                 | プレゼンター        | エピソード： - Method and Madness - Frankenstein's Monster - Money |
| 2014      | モンティ・パイソン 復活ライブ! Monty Python Live (Mostly)            | 本人役              | 第2幕の特別映像『ブライアン・コックス 宇宙への旅』に登場 |
| 2014      | Human Universe (en)                                                  | プレゼンター        | BBC Twoで放送 |
| 2016      | フォース・オブ・ネイチャー～自然の摂理～ 原題：Forces of Nature (en) | プレゼンター        | BBC Oneで放送 日本ではWOWOWのBBCEarth2016枠で放送 |

## ディスコグラフィ
デアとして
- 1988年 - Out of the Silence
- 1991年 - Blood from Stone

D:Ream
- 1993年 - D:Ream On Volume 1 (en)
- 2011年 - In Memory Of... (en)

## 著書
- Why Does E=mc2? (And Why Should We Care?)（ジェフ・フォーショー[注釈 13]との共著、2009年）
  - 日本語訳：『なぜE＝mc²なのか?』柴田裕之 訳、紀伊國屋書店。ISBN 9784314010832。
- Wonders of the Solar System (en) （アンドルー・コーエン[注釈 14]との共著、2010年）
- Wonders of the Universe（アンドルー・コーエンとの共著、2011年）
  - 日本語訳：『ブライアン・コックス 宇宙への旅』渡辺滋人、中里京子 訳、創元社、2013年5月14日。ISBN 978-4422400310。ASIN 4422400312。
- The Quantum Universe (And Why Anything That Can Happen, Does) (en) （ジェフ・フォーショーとの共著、2011年）
  - 日本語訳：『クオンタムユニバース 量子:すべては近似にすぎないのか?』伊藤文英 訳、ディスカヴァー・トゥエンティワン、2016年6月20日。ISBN 978-4-7993-1914-7。NCID BB21625427。
- Wonders of Life: Exploring the Most Extraordinary Phenomenon in the Universe（アンドルー・コーエンとの共著、2013年）
  - 日本語訳：『ブライアン・コックス 生命の不思議』渡辺滋人 訳、創元社、2014年8月20日。ISBN 978-4-422-40032-7。ASIN 4422400320。
- Human Universe (en) （アンドルー・コーエンとの共著、2014年）
- Forces of Nature (en) （アンドルー・コーエンとの共著、2016年）